# الف‌آباد
الف‌آباد یکی از روستاهای استان آذربایجان شرقی است که در دهستان نوجه‌مهر بخش سیه‌رود شهرستان جلفا واقع شده‌است.این روستا ۱۵ نفر جمعیت دارد.و کم جمعیت ترین روستای ایران لقب گرفته است.